# TRI-D (động cơ tên lửa)
TRI-D là động cơ tên lửa kim loại in 3D. Sinh viên Đại học California, San Diego (UCSD)  đã chế tạo động cơ tên lửa bằng kim loại bằng cách sử dụng kỹ thuật trước đó được giới hạn ở NASA, sử dụng máy in GPI Prototype và Dịch vụ Sản xuất thông qua phương pháp thiêu kết laser kim loại trực tiếp (DMLS). Cho đến tháng 2 năm 2014, ngoài NASA ra, sinh viên UCSD là nhóm đầu tiên trên thế giới đã in được bằng 3D, một động cơ tên lửa cỡ lớn như thật. Động cơ Tri-D có giá 6.800 đô la Mỹ.

## Phát triển
Động cơ tên lửa Tri-D được thiết kế và xây dựng với sự hợp tác của Trung tâm bay không gian Marshall của NASA, để khám phá tính khả thi của các thành phần tên lửa in. Nó được thiết kế để chuẩn bị cho giai đoạn ba của một máy phóng Nanosat hoặc Cubesat, tức là một động cơ có khả năng phóng vệ tinh có trọng lượng nhỏ hơn 1,33 kg (2,93 lb).

## Thông số kỹ thuật
Tri-D dài khoảng 17,7 cm và nặng khoảng 4,5 kg. Nó được chế tạo bằng bột hợp kim crom-coban. Các chất đẩy là dầu hỏa và oxy lỏng. Động cơ tạo ra lực đẩy khoảng 200 pound (890 newtơn; 91 kilôgam lực). Theo Gizmag, "vòi phun có một sự sắp xếp đầu vào Fuel-Oxidizer-Oxidizer-Fuel inlet với hai orifices nhiên liệu bên ngoài hội tụ với hai orifices oxy hóa bên trong".
Động cơ có két làm mát tái sinh kéo dài đến vòi phun để ngăn động cơ bị quá nóng trong khi bắn. Buồng đốt được thiết kế để đốt các chất đẩy ở giữa buồng và giữ nhiệt càng nhiều càng tốt ra khỏi tường buồng, đồng thời cách nhiệt tường bằng một lớp khí lạnh.

## Máy in
Động cơ được in bằng máy in thử nghiệm GPI và máy in Dịch vụ Sản xuất bằng cách sử dụng kỹ thuật gọi là thiêu kết laser kim loại trực tiếp (DMLS). Trong quá trình in, bột của hợp kim crôm-coban được trải ra trong một lớp mỏng. Sau đó, laser điều khiển bằng máy tính kết hợp bột thành một mặt cắt ngang của bộ phận động cơ. Máy sau đó trải một lớp bột thứ hai và quá trình liên tục lặp lại cho đến khi từng thành phần hoàn tất. Bất kỳ bột dư thừa nào cũng bị loại bỏ như là các hỗ trợ tạm thời được in để giữ các thành phần lại với nhau trong quá trình in. Cuối cùng nó được làm cứng, đánh bóng và lắp ráp.

## Thử nghiệm phóng
Việc phóng thử tại Mojave đã được thực hiện mà không có bất kỳ vấn đề gì xảy ra và động cơ đạt được 200 pound lực (890 newtơn; 91 kilôgam lực) lực đẩy. Nhóm nghiên cứu tuyên bố "đó là một thành công vang dội và có thể là bước tiếp theo trong việc phát triển hệ thống đẩy rẻ hơn và thương mại hóa không gian".

### Thử nghiệm phun
Trên một động cơ riêng biệt, một vòi phun in 3D đã được thử nghiệm phóng trong một động cơ được sản xuất thông thường. Trong thử nghiệm vòi phun vào ngày 22 tháng 8 năm 2014, động cơ tạo ra lực đẩy 20.000 pound (89.000 newtơn; 9.100 kilôgam lực).